# Благословенное
Благослове́нное — село в Октябрьском районе Еврейской автономной области России. Входит в состав Нагибовского сельского поселения.

## География
Село находится на левобережной протоке реки Амур, на автодороге Р456 «Бирофельд — Амурзет», на расстоянии 21 км (по прямой) к северо-востоку от села Амурзет, административного центра района.
На восток от села Благословенное идёт дорога к сёлам Садовое и Нагибово.

## История
Село основано в 1871 году в Амурской области корейскими переселенцами. Появилось в результате первой значительной попытки российских властей переселить корейских иммигрантов подальше от русско-корейской границы и реки Туманная, в том числе и по причине нехватки земли для всех в узкой прибрежной полосе южного Приморья.

## Население
| 1901 | 1923  | 1924  | 1926  | 1930  | 1992  | 2002 |
| ---- | ----- | ----- | ----- | ----- | ----- | ---- |
| 1341 | ↗1796 | ↘1645 | ↗2040 | ↘2039 | ↘1200 | ↘993 |
| 2010 |       |       |       |       |       |      |
| ↘869 |       |       |       |       |       |      |

## Улицы
| - ул. Комсомольская, - ул. Ленина, - ул. Молодёжная, - ул. Набережная, | - ул. Пионерская, - ул. Полевая, - ул. Садовая, - ул. Советская, | - ул. Совхозная, - ул. Строительная, - ул. Чапаева, - ул. Школьная. |

## Экономика
Сельскохозяйственные предприятия Октябрьского района.

## Известные уроженцы
- Ли Дон Хва (1913—1981) — северокорейский государственный деятель, соратник Ким Ир Сена.